# O. V. Wright
Pour les articles homonymes, voir Wright.
O.V. Wright, né le 9 octobre 1939 à Lenow (Tennessee) et mort le 16 novembre 1980 à Memphis, est un chanteur américain de gospel et de musique soul.

## Biographie
Avant d'entreprendre une carrière solo, O. V. Wright chanta au sein de formations gospel, dont The Harmony Echoes qui comptait également James Carr dans ses rangs, et les Sunset Travelers, un trio sous contrat avec le label de Houston Peacock Records. Wright sortit That's How Strong My Love Is, son premier disque solo, sur le label Goldwax en 1964. Le titre fut également interprété par Otis Redding et repris par plusieurs groupes britanniques, dont les Rolling Stones et les Hollies.
Wright enregistra pour Back Beat Records jusqu'en 1973, lorsque Don Robey revendit le label à ABC. Il rejoignit le producteur Willie Mitchell sur Hi Records à partir de 1977,. Au cours de sa carrière, Wright plaça plusieurs singles dans le Billboard Hot 100 et dans le classement rhythm and blues, dont You're Gonna Make Me Cry en 1965, Eight Men, Four Women en 1967 et Ace of Spades en 1970.
Les compilations That's How Strong My Love Is, Hi Masters et The Complete O.V. Wright on Hi Records, regroupant l'ensemble de ses albums parus sur le label Hi, furent éditées durant les années 1990. Plusieurs morceaux de O. V. Wright furent samplés par des artistes du mouvement hip-hop. Motherless Child et Let's Straighten It Out apparaissent sur Shaolin Soul, une compilation de titres échantillonnés par les membres du Wu-Tang Clan.

## Discographie

### Albums
- (If It Is) Only for Tonight (1965, Back Beat Records)
- Eight Men and Four Women (1968, Back Beat Records)
- Nucleus of Soul (1969, Back Beat Records)
- A Nickel and a Nail and Ace of Spades (1971, Back Beat Records)
- Memphis Unlimited (1973, Back Beat Records)
- Into Something (Can't Shake Loose) (1977, Hi Records)
- The Bottom Line (1978, Hi Records)
- We're Still Together (1979, Hi Records)

### Compilations
O.V. WRIGHT LIVE(1992, Hi Records)
- That's How Strong My Love Is (1991, Hi Records)
- The Soul of O. V. Wright (1992, MCA Records)
- Hi Masters, O. V. Wright (1998, Hi Records)
- The Complete O.V. Wright on Hi Records, Vol. 1: In the Studio (1999, Hi Records)